# Чограйский канал
Чограйский канал — сбросной канал в Ики-Бурульском и Черноземельском районах Калмыкии (Россия). Открыт в 1978 году. Соединяет реки Восточный Маныч и Кума. Через канал обеспечивается сбор избытка воды, поступающей в Восточный Маныч при сбросах с Чограйского водохранилища. Предназначен для предотвращения затопления населённых пунктов, сельхозугодий.
Пропускная способность — 10,3 м³/с, длина — 126 км. Сбросная вода отводится в Кумской коллектор.